# PTV
«PTV» — полтавський приватний телеканал. Раніше мав назву «Полтава: Громадське телебачення».

## Історія
Історія телеканалу починається після революційних подій 2014 року, коли в Україні у кожному обласному центрі з'являються свої телеканали, які згодом стають мережею «громадського телебачення».
Телеканал раніше носив назву «Полтава: Громадське телебачення». Його заснували 27 липня 2014 року. У 2015 році створили громадську організацію «Полтавське громадське телебачення».
«Полтава: Грома́дське телеба́чення» — ініціатива полтавських журналістів зі створення громадського мультимедійного медіа, завданням якого є об'єктивне та неупереджене інформування про важливі громадсько-політичні, економічні, культурні, соціальні процеси без цензури, лише у відповідності до публічних засад редакційної політики в умовах прозорого фінансування та звітування.
До першого складу організації увійшли 11 представників місцевих газет, інтернет-видань та телевізійних ЗМІ. Головою ГО було обрано Богдана Зв'ягольського з котрим надалі мав конфліктну ситуацію Анатолій Мележик.
20 квітня 2017 року Національна рада з питань телебачення і радіомовлення видала ліцензію кабельному телеканалу poltavske.tv (ТОВ «Полтавське телебачення») на кабельне мовлення в мережах «Воля ТВ» та «Тріолан ТВ».
У січні 2018 року телеканал «PTV» разом з ТОВ «Студія „Місто“» претендували на вільну частоту для мовлення у форматі Т2. «PTV» (Полтавське громадське телебачення) позиціонував себе як телеканал, який не належить політикам, державі або олігархам. Телеканали ж «Місто» («Центральний») та «ІРТ-Полтава» пов'язували із екс-мером Полтави та депутатом Полтавської міськради Андрієм Матковським.
У вересні 2018 року відбувся конкурс на мовлення на вільних регіональних каналах стандарту DVB-T2. На вільні частоти на Полтавщині претендували ТОВ «Полтавське телебачення» («PTV»), ТОВ «Телерадіокомпанія „ГОК“», ПП «Телерадіокомпанія „Пирятин“», ТОВ «Останній Бастіон». У Полтаві на вільну частоту претендували ТОВ «Полтавське телебачення» («PTV»), ТОВ «Місто» і ТОВ «Останній Бастіон». «Останній Бастіон» отримав 4 вільні частоти на мовлення у Полтавській області. Ще 4 ліцензії отримав пирятинський телеканал, одну ліцензію на мовлення у Полтаві отримав телеканал «Місто». ТОВ «Телерадіокомпанія „ГОК“» і ТОВ «Полтавське телебачення» («PTV») не отримали жодної ліцензії.
У лютому 2019 року телеканал перейменували на «PTV».
У серпні 2020 року ТОВ «Полтавське Телебачення» купує збанкрутіле ПП «Телерадіокомпанія „Пирятин“», яке має ліцензії на мовлення у форматі Т2 (Лубни, Гребінка, Лохвиця, Гадяч) і покриває північну частину Полтавської області.

Покриття мовлення PTV у Полтавській області

У вересні 2021 ПП «ТРК „Пирятин“» було перейменовано у ПП «Телерадіокомпанія „ПіТіВі“».
А вже восени 2021 PTV почало мовити у форматі Т2 на території Карлівки та Кременчука. Відповідне рішення ухвалила Національна рада з питань телебачення та радіомовлення.
Колектив каналу постійно працює над створенням якісного телепродукту і впевнено спростовує поширений стереотип про низькоякісний контент у регіонах. На телеканалі 3 щоденних випусків новин: 12:00, 15:00, 19:00.
1 березня 2022 року почав мовити в MX-5 цифрової етерної мережі DVB-T2 по всій області на підставі тимчасового дозволу на час воєнного стану
Сітку мовлення телеканалу заповнюють програми як власного так і партнерського виробництва. У ефірі можна побачити контент медіа ресурсів: «Hromadske», «Радіо Свобода», «#ШОТАМ», «імені Т. Г. Шевченка».
Серед власних програм — «Наголос», «Говорить Полтава», «PTV день», «Про головне», «Про головне. БЛІЦ», «Надзвичайне 101», «Щоденник PTV», «Надзвичайне 102», «Погода на PTV», «PTV День», «Махінації».
Мовлення телеканалу не цілодобове, відбувається з 7:00 до 23:00 щоденно.
28 грудня 2023 року став переможцем конкурсу на отримання ліцензії на мовлення в MX-5 цифрової етерної мережі DVB-T2 у Полтавській області.

## Власні програми
- Про головне
- PTV день
- Наголос
- Надзвичайні новини
- Прогноз погоди
- Щоденник PTV